# Tomislav Simović
Tomislav (Tomica) Simović (Zagreb, 13. kolovoza 1931. – 10. srpnja 2014.), bio je hrvatski skladatelj i dirigent. Najviše je radio na animiranom filmu, ostat će upamćen po glazbi za Oscarom nagrađeni crtani film Surogat i serijal o profesoru Baltazaru. 

## Životopis
U Zagrebu je pohađao glazbenu školu (klavir i kontrabas) i studirao povijest umjetnosti. No već zarana povezao se s momcima okupljenima oko Studija za crtani film Zagreb filma i prihvatio skladanja glazbe za crtane filmove. Tako da se kompletno posvetio skladanju, i bio jedan od prvih i rijetkih samostalnih umjetnika u Hrvatskoj već 1950-ih. Pored animiranog, radio je glazbu i za igrane filmove, kazalište, radio i televiziju, ali i vrlo ozbiljnu orkestralnu glazbu i balete. Ostvario je zaista impresivno veliki opus filmske glazbe iza sebe. 
Simović je bio osobito spretan u pisanju glazbe za crtiće, jer je vrlo vješto i sretno sinkronizirao pokret i zvuk, miješao je različite muzičke žanrove, ali generalno rečeno poput svojih vršnjaka naginjao je jazzu (koji je tada bio vrlo in), atonalnoj muzici i glazbenom eksperimentu (Zagrebački bijenale) što je također bilo vrlo in.
Dio zasluga za jedini dosad dobiveni Oscar za film, dodijeljen Surogatu, ima i Simović koji je ironičnu priču o luckastom svijetu nadomjestaka Vukotićevog junaka - obogatio vrlo sretnom glazbenom podlogom.
Za serijal animiranih filmova o Profesoru Baltazaru, Simović je skladao glazbu za za prvih 25 (od ukupno 59) filmova koji su obilježili seriju i postavili joj okvire. Uz koatore serijala Grgića, Kolara i Zaninovića, svakako je i Simović bio zaslužan za uspjeh koji je taj serijal imao u zemlji i inozemstvu.

## Glazbeni opus

### Filmska glazba

#### Animirani filmovi (izbor)
- 1980: Riblje oko, Zagreb film: Joško Marušić
- 1976: Ouverture 2012, Zagreb film: Milan Blažeković
- 1976: Dnevnik, Zagreb film: Nedjeljko Dragić
- 1972: Tup-Tup,  Zagreb film: Nedjeljko Dragić
- 1971: Surogat, Zagreb film: Dušan Vukotić
- 1971: Duga profesora Baltazara, Zagreb film, SCF
- 1969: Zvjezdani kvartet, Zagreb film: Zlatko Grgić, Boris Kolar, Ante Zaninović
- 1961: Lutkica, Zagreb film, SCF: Borivoj Dovniković
- 1957: Abra kadabra, Zagreb film: Dušan Vukotić

#### Igrani filmovi
- 1981:  Gosti iz galaksije, Zagreb film: Dušan Vukotić
- 1977:  Akcija stadion, Jadran film: Dušan Vukotić
- 1970:  Bablje ljeto, Dalmacija film, Split, Kinematografi Zagreb: Nikola Tanhofer
- 1968:  Imam dvije mame i dva tate, Jadran film:  Krešo Golik
- 1968:  Quo vadis Živorade, Bosna film: Milo Đukanović
- 1968:  Zrno do zrna, Zagreb film: Mate Relja
- 1967:  Četvrti suputnik, OHIS, Skoplje i FRZ: Branko Bauer
- 1966:  Sedmi kontinent, Jadran film, Koliba film: Dušan Vukotić
- 1965:  Ključ, Jadran film: Antun Vrdoljak (omnibus)
- 1965:  Doći i ostati, Jadran film, Avala film : Branko Bauer
- 1964:  Narodni poslanik, Bosna film: Stole Janković
- 1962:  Da li je umro dobar čovjek?, Jadran film: Fadil Hadžić

### Ozbiljna glazba
- Lady Frankenstein[3]
- Koncert za violončelo i gudače
- Zagrebačke impresije[4]
- Verse libre za kvartet saksofona[5]

## Diskografija
- Zagrebačke impresije, Orkestar Tomice Simovića, Zagreb: Jugoton, LSY-66081, 1979.
- Nedeljko Dragić,[4] Animation Soundtrack, Tamaulipas: Dolor Del Estamago, MISA, s. a.

## Nagrade
- Accademy Award (Oscar) za kratki film (animacija) - autor filmske glazbe[7]
- HFAF 2011: Nagrada za životno djelo[8]

## Vanjske poveznice
- O Tomislavu Simoviću na portalu IMDb
- O Tomislavu Simoviću na portalu Film.hr  Arhivirana inačica izvorne stranice od 14. svibnja 2011. (Wayback Machine)